# Ginásio do Maracanãzinho

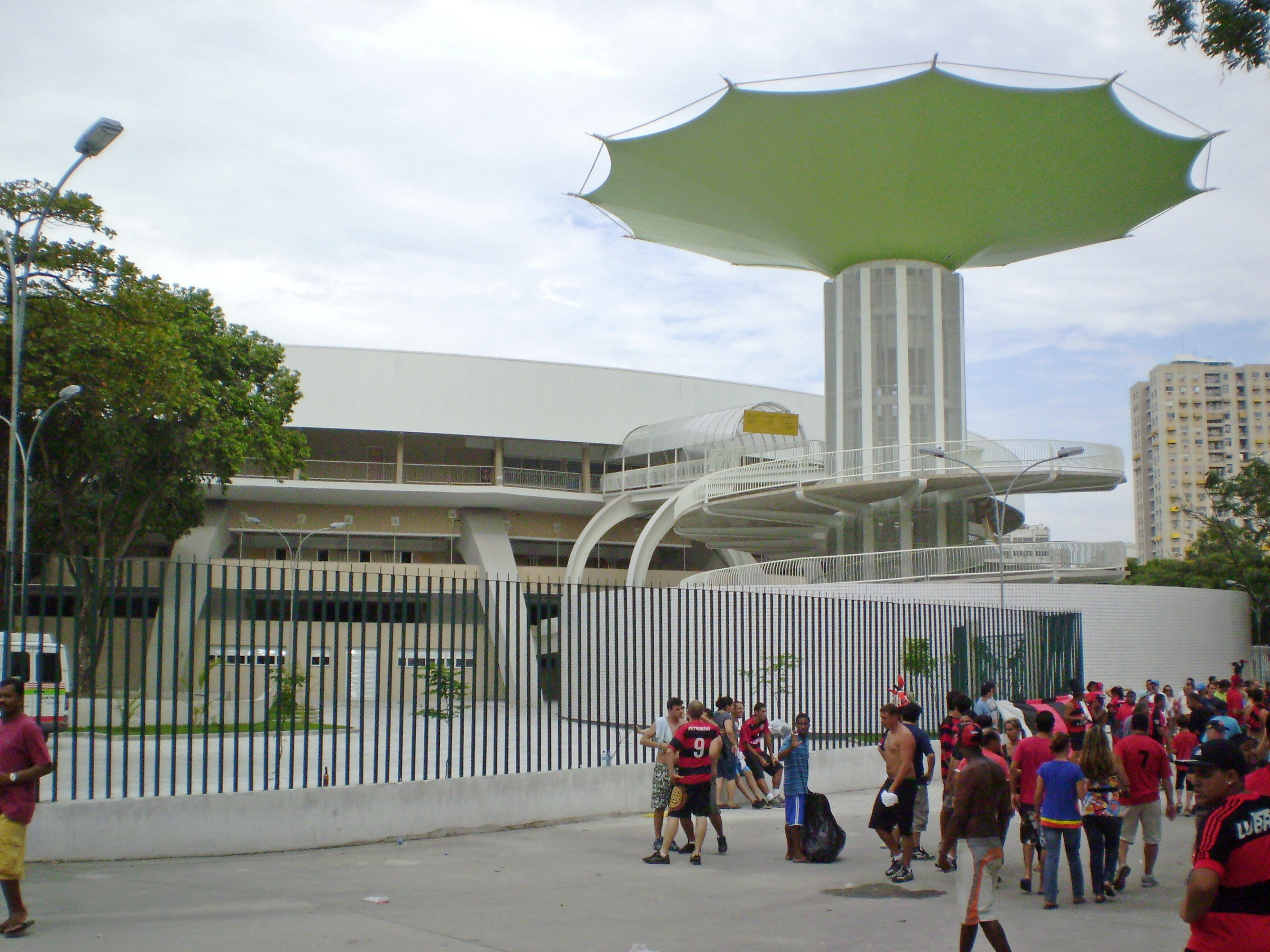
Hala Maracanãzinho

Ginásio do Maracanãzinho - hala widowiskowo-sportowa znajdująca się w Rio de Janeiro w Brazylii, mogąca pomieścić 12 600 widzów. Została wybudowana w 1954 r. Oficjalna nazwa brzmi: Ginásio Gilberto Cardoso, którą hala otrzymała na cześć Gilberto Ferreira Cardoso. W latach 1951–1955 sprawował on funkcję prezesa brazylijskiego klubu sportowego CR Flamengo. Hala znajduje się blisko piłkarskiego stadionu Maracanã.

## Historia
Budowę hali Maracanãzinho rozpoczęto 13 kwietnia 1954 r., a byli w nią zaangażowani architekci: Rafael Galvão, Pedro Paulo Bernardes Bastos, Orlando Azevedo i Antônio Dias Carneiro oraz inżynier Joaquim Cardoso. Otwarcie nastąpiło 24 września 1954 roku i jeszcze w tym samym roku w hali Maracanãzinho zorganizowano Mistrzostwa świata w koszykówce mężczyzn. W latach 1958–1972 w hali przeprowadzano wybory Miss Brazylii. W 1960 r. zorganizowano Mistrzostwa świata w piłce siatkowej mężczyzn. W latach 1960–1970 odbywały się tu koncerty muzyczne i międzynarodowe festiwale. W 1963 r. w hali Maracanãzinho Brazylijczycy wywalczyli drugi z rzędu tytuł Mistrzów Świata w koszykówce. W latach 2003–2007 został przeprowadzony remont hali w związku z organizacją  Igrzysk Panamerykańskich. W hali były wówczas rozgrywane mecze siatkarskie. W 2008 r. w hali odbył się finał Ligi Światowej siatkarzy. W 2015 r. w hali odbył się finał Ligi Światowej siatkarzy.